# Margarete Stokowski

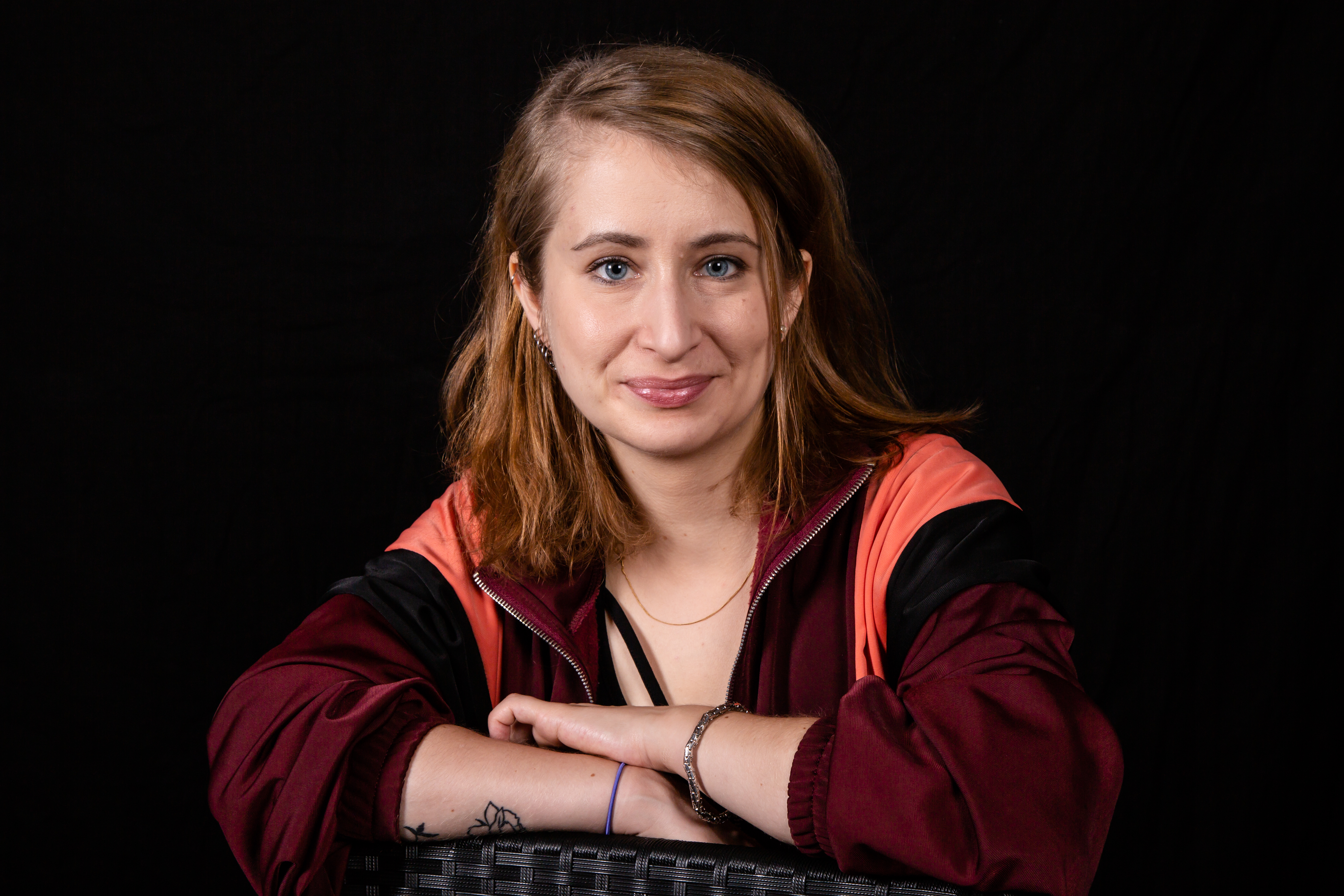
Margarete Stokowski (2018)

Margarete Stokowski (Zabrze, Polònia; 14 d'abril del 1986) és una escriptora i periodista polonesoalemanya.

## Biografia
Margarete Stokowski nasqué a Polònia el 1986. El 1988 la seva família se n'anà a viure al barri de Neukölln de Berlín. El seu pare és físic i sa mare psicòloga. Va estudiar filosofia i ciències socials en la Universitat Humboldt de Berlín i es llicencià al 2014 amb una tesi sobre Simone de Beauvoir.

## Treball
Ha escrit per a diaris i revistes des del 2009. Mentre estudiava a la Universitat Humboldt de Berlín, escrigué en el periòdic estudiantil UnAufgefordert (No preguntat), i en fou editora en cap. Del 2011 al 2015, va escriure columnes per al Taz. Des d'octubre del 2015, publica la columna A dalt i a baix en Spiegel Online. Al 2016, el seu llibre de no-ficció Bottom va aparéixer debades en Rowohlt Verlag. Juntament amb Sibylle Berg i altres, l'agost de 2018, publicà un cànon "educatiu" de dones en Spiegel Online i Watson.ch amb el títol Has de conéixer aquestes dones. Al setembre del 2018, edità The Last Days of the Patriarchate, una selecció de columnes i assaigs sobre els quals Angela Gutzeit afirmà en SWR2: "Stokowski estima la paraula franca i la discussió de confrontació, que a vegades pot ser una mica massa desenfrenada. Generalment, però, brilla amb moviments intel·ligents." Tant Untenrum frei com Die letzten Tage des Patriarchats eren en la llista dels més venuts de la revista Spiegel.

El 2018, provocà una controvèrsia quan cancel·là una lectura exhaurida en una llibreria de Múnic perquè també tenia textos primaris d'autors de dreta. La revista Süddeutsche Zeitung la definí com la "veu més forta del feminisme alemany" el 2019 i li va dedicar una història de portada. El 2019 rebé el Premi Kurt Tucholsky pel seu treball com a columnista de Spiegel Online i el Premi Luise Büchner de Periodisme per la seua anàlisi de les "contradiccions en les relacions entre dones i hòmens presents en la nostra suposada societat igualitària".En el seu discurs sobre el Premi Tucholsky, publicat en extractes en el "Taz", Stokowski va parlar d'"amenaces de mort i la no-acció de l'estat". Els seus càrrecs, que havia presentat no pas per insults, sinó per amenaces a la vida i la integritat física, es van suspendre per manca d'interés públic: 
| «                     | M'agradaria pensar que hi ha un interés públic perquè les autores puguen escriure sense que els diguen que les esbatussaran, els dispararan i les cremaran. No em sembla demanar massa. | » |
| — Margarete Stokowski | |   |

## Recepció en la cultura popular
La revista Freitag planteja regularment la pregunta "Fleischhauer o Stokowski?" fent al·lusió a la rivalitat política entre les columnes de Stokowski i el conservador Jan Fleischhauer. Arno Frank els va descriure "com cabdills enemics". El Dia Internacional de les Dones 2020, el lliurament de flors en línia Colvin va oferir un ram anomenat "Margarete Stokowski". Un grup de Facebook es diu "Margarete Stokowski Ultres".

## Premis
- 2019: Premi Luise Büchner de Periodisme
- 2019: Premi Kurt Tucholsky

### Llibres
- Untenrum frei. Rowohlt Verlag, Reinbek 2016, ISBN 978-3-498-06439-6.
- Die letzten Tage des Patriarchats. Rowohlt Verlag, Reinbek 2018, ISBN 978-3-498-06363-4.

- jeder tag…. In: Christiane Frohmann (Hrsg.): Tausend Tode schreiben. Berlín 2015, ISBN 978-3-944195-55-1
- Sie hat ‚ficken‘ gesagt. In: Volker Surmann, Heiko Werning (Hrsg.): Ist das jetzt Satire oder was? Beiträge zur humoristischen Lage der Nation. Satyr, Berlín 2015, ISBN 978-3-944035-62-8
- frau k. In: Christoph Buchwald, Ulrike Almut Sandig (Hrsg.): Jahrbuch der Lyrik 2017. Schöffling, Frankfurt am Main 2017, ISBN 978-3-89561-680-8
- Vorwort zu: Charles Fourier: Die Freiheit in der Liebe. Ein Essay. Edition Nautilus, Hamburg 2017, ISBN 978-3-96054-055-7
- Stadt, Land, Fluss beim Sex – Mein Leben als feministische Kolumnistin. In: Peter Felixberger, Armin Nassehi (Hrsg.): Kursbuch 192. Frauen II. Kursbuch Kulturstiftung, Hamburg 2017, ISBN 978-3-96196-000-2.
- Nachwort, in: Olympe de Gouges: Die Rechte der Frau und andere Texte. Reclam-Verlag, Ditzingen 2018, ISBN 978-3-15-019527-7
- Zurück. In: Lina Muzur (Hrsg.): Sagte sie. 17 Erzählungen über Sex und Macht. Hanser Berlin, Berlín 2018, ISBN 978-3-446-26074-0
- Sprache. In: Fatma Aydemir, Hengameh Yaghoobifarah (Hrsg.): Eure Heimat ist unser Albtraum. Ullstein fünf, Berlín 2019, ISBN 978-3-96101-036-3
- Introducción a Virginia Woolf: Ein eigenes Zimmer. (Una habitación propia) Fischer Taschenbuch, Berlín 2019, ISBN 9783596522354

- Tobias Haberl: Die lauteste Stimme des deutschen Feminismus. En: Süddeutsche Zeitung Magazin. Número 23, 6. Juny 2019 (en línia )